# イオン札幌栄町店
イオン札幌栄町店（イオンさっぽろさかえまちてん）は北海道札幌市東区北42条東16丁目にあるイオン北海道運営の大型商業施設である。ダイエー時代の店番号は0427。

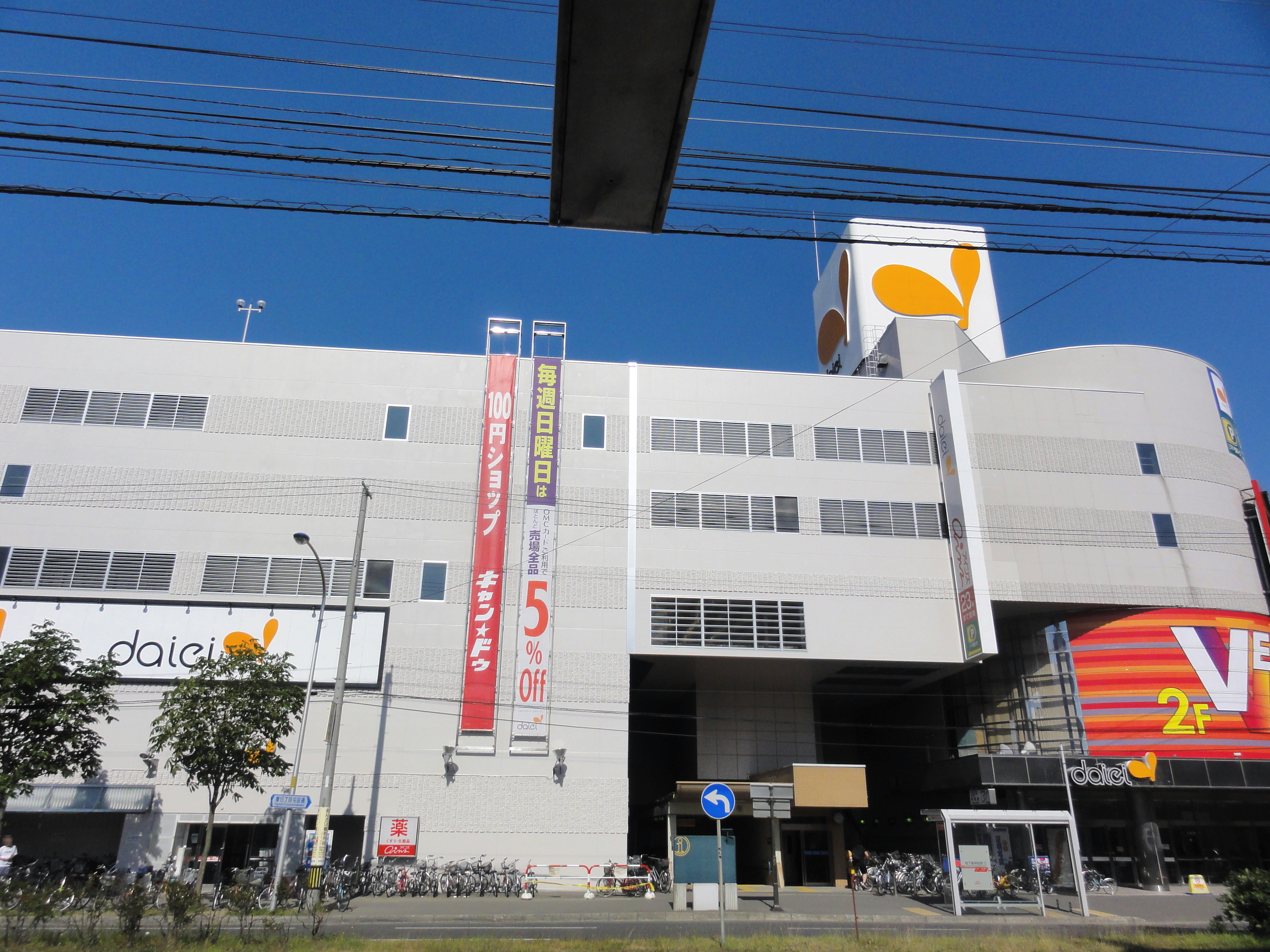
旧ダイエー栄町店（2012年7月）

## 概要
1991年に栄町駅直結の店舗として開店した。
直営売場は1階のみであり、品目も食品・日用品中心に絞られている。以前は衣料品も取り扱っていた。
2階はかつてヤマダ電機テックランド栄町店が出店していたが閉店。後継テナントとしてパチンコベガスベガス栄町店が入居した。また、建物の半数以上が上層階の屋内駐車場で占められる。
2015年9月1日よりイオン北海道に営業権が承継され店名を「ダイエー栄町店」から「イオン札幌栄町店」に名称変更した。

## フロアとテナント

### フロア概要
核店舗のイオン札幌栄町店と18の専門店で構成される。
| 階    | フロア概要               |
| ----- | ------------------------ |
| R階   | 屋上駐車場               |
| 3~5階 | 立体駐車場               |
| 2階   | 専門店街・パチンコ       |
| 1階   | 食品・直営売場、専門店街 |

### テナント
出店テナント全店の一覧・詳細情報は公式サイト「ショップリスト・フロアマップ」を、営業時間及びATMを設置している金融機関の詳細は公式サイトを参照。

## アクセス
東15丁目・屯田通沿いに位置しており、栄町駅に直結している。

### 鉄道
- 札幌市営地下鉄東豊線 - 栄町駅から徒歩で約1分
- JR札沼線/学園都市線 - 百合が原駅から徒歩で約27分

### 自動車
- 札樽自動車道 - 札幌北IC及び伏古ICより約7分

### 駐車場
当施設の駐車場は、600台利用可能である。利用時間・日時や用途によって駐車料金が変動する。
| 施設駐車場 | 駐車台数 | 駐車可能時間 | 備考         |
| ---------- | -------- | ------------ | ------------ |
| 立体駐車場 | 600      | 6:00 - 25:00 | 高さ制限2.1m |